# Alleyway
Alleyway är ett Mario-spel till Game Boy. Det utvecklades av Intelligent Systems och gavs ut av Nintendo 1989. Det är ett breakout-liknande spel, vilket går ut på att förstöra brickor med hjälp av en studsande kula.

## Gameplay
Det finns fyra olika typer banor:
1. Brickorna står hel stilla.
2. Brickorna åker från höger till vänster, eller tvärtom.
3. Brickor fylls på uppifrån emellanåt.
4. Specialbanor där brickorna formar olika karaktärer från spelet Super Mario Bros. (se nedan).

### Specialbanor
Till skillnad från övriga bantyper så studsar inte kulan vid beröring av brickorna, utan fortsätter i samma riktning. Spelaren har även bara 99 spelsekunder på sig. Om spelaren lyckas förstöra alla brickor får han/hon bonuspoäng.

#### Karaktärer som förekommer som specialbanor
- Mario
- Koopa Troopa
- Blooper
- Piranha Plant
- Bullet Bill
- Goomba
- Cheep-Cheep
- Bowser